# ایزادور گلدسمیت
ایزادور گلدِسمیت (انگلیسی: Isadore Goldsmith؛ ۲۶ مه ۱۸۹۳ – ۸ اکتبر ۱۹۶۴) فیلم‌نامه‌نویس و تهیه‌کننده اهل اتریش بود.
وی تهیه‌کننده فیلم‌هایی همچون شال و سه شوهر (۱۹۵۱) بوده است.